# 篠原虎一
篠原 虎一（しのはら とらかず、1902年（明治35年）1月14日 - 1980年（昭和55年）5月30日 ）は、日本における西洋音楽黎明期のヴァイオリニスト、音楽教育者。指揮者としても活躍した。芳春院（まつ、前田利家正室）の生家・篠原家出身で、先祖は篠原長良（大学、前田利家の実子篠原長次の次男）に遡る。
1921年（大正10年）、金沢市で第1回演奏会を開く。大正時代に、イタリア人、フランチェスコ・フザリオ（ヴァイオリニスト・トリノ音楽院教授）、ロシア人、ミハエル・ウェックスラー（アウアー門下のヴァイオリニスト・サンフランシスコ音楽院教授）、昭和時代にはドイツ人、ウィリー・フライ（ヴァイオリニスト、16歳でメンデルスゾーン賞受賞・芸大教授）に師事。金城管弦楽団、コンサートマスター。1946年（昭和21年）、金沢弦楽合奏団を創設・主宰。門下生を中心に創立された金沢大学フィルハーモニー管弦楽団を指導。後進を育てた。1972年（昭和47年）、北国芸能賞受賞。

## 来歴・人物

### 父、譲吉・名の由来・犬養毅との親交
石川県議会議員となる篠原譲吉の長男（篠原家の「伝」で6人兄弟の一人一人に乳母がついた）として、金沢市に生まれる。虎一という名は、譲吉と親交のあった戸水寛人から贈られた扇子に書かれていた漢詩「猛虎 一声 山月高」からとられた。また譲吉は犬養毅とも親交が深く、43歳で他界すると犬養は息子の健を連れて、譲吉の墓参（金沢市野田山・篠原家墓所）に訪れ、虎一には、「無私であれ」という言葉を贈っている。以後、虎一とも親交が続いた。

### 音楽への関心・潤沢な資産
虎一が音楽に関心を抱くようになったのは、広大な邸の庭続きの隠居所に、当時としては極めて珍しくピアノがあり、叔母の篠原一枝が弾いていたことによる。石川県内でも指折りの潤沢な資産を音楽をはじめ、写真・油絵・盆栽・薔薇園芸・クレー射撃（金沢市・卯辰山に仲間と射撃場を設置）・魚釣り・金魚飼育などの趣味につぎ込み、どれも玄人はだしの域であった。また、石川県第1号となる大型バイク（インディアン、トライアンフ）を購入し、楽しんだ。

### 県立金沢第一中学校時代
石川県立金沢第一中学校（現、石川県立金沢泉丘高等学校）時代には、野球部に所属し活躍した。当時、自宅に遊びに来ていた学友の中には、後に石川県知事となる柴野和喜夫、金沢市長となる岡良一がいた。

### 大病でスタンフォード大学留学を断念
父、譲吉が明治大学の評議員をしていた関係で、明大予科に入る。スタンフォード大学への留学が決定すると退学届を提出した。しかし、出航直前に大病を患い、アメリカ留学を断念せざるを得なかった。

### 結婚
1929年（昭和4年）、東京音楽学校（現東京芸術大学）を卒業したきみ子と結婚、長女が生まれるが、すぐにきみ子が病死した。1932年（昭和7年）、井村徳二の従姉妹の睦子と再婚、10年後に長男が誕生した。

### 恩師ウィリー・フライとの関係・ローゼンシュトックとの親交
ウィリー・フライとは師弟関係を超えた友人関係に発展した。フライは日本交響楽団（NHK交響楽団の前身）の指導者でもあったので、黒柳守綱も指導を受けたが、日響・N響団員の岩淵龍太郎・斎藤裕・清水章・岡田任一郎・松本善三、また多（おおの）久興（芸大弦楽部長）、田中（末永）富貴子（武蔵野音楽大学教授）など、今日の日本のヴァイオリン界の土台を築いてきた人物が虎一の同門にあたる。・フライとローゼンシュトック（N響名誉指揮者）は、ナチスを逃れて来日した知己の仲であったので、虎一はローゼンシュトックとも親交を持つようになり、東京芸大の声楽教授ブーファ・ペーニッヒも加わって、夏には山中湖にあったフライの別荘で日々を過ごす間柄となった。虎一の愛用したヴァイオリンは、当時「フライの名器」としてヴァイオリニストの間では垂涎の的であった、フライの演奏会用のヴァイオリンを譲り受けたものであった。

### 戦後の音楽活動・バッハ『ヴァイオリン二重協奏曲ニ短調』、ヴィバルディ『ヴァイオリン三重協奏曲』の日本初演
終戦直後、文化懇話会主催の下に川口恒子（ピアニスト、金沢大学助教授、後に教授・名誉教授）とジョイント・リサイタルを金沢市で開き、戦後の音楽活動のスタートを切る。1951年（昭和26年）には、同門（フライ門下）の多久興（東京芸大弦楽部長）、岡田任一郎（N響ヴァイオリン奏者）、ピアニストの大田節子の賛助出演を得て、金沢市公会堂で「篠原虎一 リサイタル」を開催した。曲目は、日本初演となるバッハ『ヴァイオリン二重協奏曲ニ短調』、ヴィヴァルディ『ヴァイオリン三重協奏曲』であった。楽譜は当時、日本にはなく、フランス大使夫人から借りたものだった。

### 川口恒子・鶴羽伸子の「虎一」観
- 川口恒子（金沢大学助教授・教授・名誉教授）
戦前に金城団、戦後に金沢交響楽団の伝統が金大フィルハーモニー管弦楽団の育成に役立ったことと思います。殊に金沢弦楽合奏団、篠原虎一先生の指導で弦の水準がどんなに向上したことかを思わずにはおられません。また大学当局がよく理解して、オケのために楽器をそろえていただけたことも有難いことです。[4]
- 鶴羽伸子（翻訳家）
昔、金沢に篠原虎一というバイオリンの先生がいらした。金沢一中を出ると上京し、ウィリー・フライの門下生となる。帰沢なさって昭和十年代に初めてとった弟子が私の姉と妹であった。この先生に育てられて姉は昭和二十年に東京芸大のバイオリン科に入る。続いて昭和二十七年に妹が入学。その次に先生が送り込んだのがN響のコンサートマスターを長年つとめられて現在昭和音大教授の川上久雄氏である。若き日の篠原先生の教え方はまことにきびしく弟子はよく泣いたらしい。目に涙をこぼれんばかりにためている私の妹のレッスン風景を見て、自分の娘を弟子入りさせるのをやめた親もいたという。しかしそのしごきに耐えてついてくる弟子には持てるもののすべてを惜し気もなく与える方であった。姉が入学した昭和二十年と言えば終戦の年である。芸大生にはそれなりのランクの楽器の調達が必要だ。なにしろ終戦の年である。両親は困りはてていた。ある日篠原先生の奥様が一挺の楽器を持ってこられた。加賀の名家の出である先生は、今ならどれほどの値なのか分からないが、数挺の名器を所有しておられた。その一挺を姉の入学祝いに下さったのである。[5]

### シュトゥットガルト室内管弦楽団の来演・虎一の「炯眼」
戦後、富山市公会堂で開催されたシュトゥットガルト室内管弦楽団の演奏を聴いた虎一は、「弦楽合奏は大編成でするものではない。技術を研いた少数精鋭のメンバーで落ち着いた雰囲気の中で演奏するものだ」という感慨に至った。今日、日本のクラシック音楽界も充実し、大編成のオーケストラで大音量にかまけた演奏が当たり前のように一般化している中にあって、「質」を追求する都市、金沢には室内オーケストラとしてのオーケストラ・アンサンブル金沢が存在するが、虎一の炯眼はその誕生をあたかも予期していたかのようで面白い。

### 晩年・門下生
1976年（昭和51年）、当時のNHK交響楽団コンサートマスター川上久雄も駆けつけての「篠原虎一 音楽生活55周年記念演奏会（引退公演）」を金沢市で開催した。1980年（昭和55年）2月9日放送（収録は1月26日、石川厚生年金会館大ホール）の『音楽の広場』（司会：芥川也寸志・黒柳徹子）にゲスト出演した。同年5月30日、酒と音楽をこよなく愛した「石川県の弦の父」篠原虎一の生涯に幕が下ろされた。座右の銘はチェロ界の巨匠パブロ・カザルスの次の言葉であった。
「音楽への信仰と隣人愛とは、私にとっては分かちがたい。前者は私に最も純粋で、最も熱狂的な歓喜を与えてくれ、後者は最も悲しいときにも私に精神の平和をもたらしてくれた。創造の源泉は、道徳の力と善意である」
門下生の中からは川上久雄（N響コンサートマスター）、松中久儀（金大フィル顧問、金沢大学教授・名誉教授、公益財団法人石川県音楽文化振興事業団・オーケストラ・アンサンブル金沢理事）、金山茂人（東京交響楽団団長、評議員長・最高顧問、日本演奏連盟専務理事）、日比浩一（名古屋フィルハーモニー交響楽団コンサートマスター）、木戸博也（ヴァイオリニスト、野々市モーツァルト・アカデミー主宰者）などが出ている。また、学者に専念、医師、ユニークな活動をしている者、金丸保典（金大フィル奏者、金沢工業大学教授・数理工教育センター所長）、嶋大二郎（独立行政法人国立病院機構富山病院院長）、輪島忠雄（金澤古楽堂代表）らも虎一の門下生である。石川県金沢市野田山墓地（篠原家墓所）に葬られる。菩提寺は曹洞宗・桃雲寺。